# Toticoryx
Toticoryx is een geslacht van spinnen uit de familie springspinnen (Salticidae).

## Soorten
De volgende soorten zijn bij het geslacht ingedeeld:
- Toticoryx exilis Rollard & Wesolowska, 2002